# 田中良和 (指揮者)
田中 良和（たなか よしかず、1958年 - ）は、日本の指揮者。指揮を山田一雄、渡邉暁雄に、ピアノを松浦豊明に師事。
近年は、中国にも活動の場を広げるなど、各オーケストラへの客演を重ねる一方、東京芸術大学に於ける後進の指導にも情熱を注いでいる。

## 人物・来歴
- 1958年　京都府生まれ
- 1979年　第5回『東京国際音楽コンクール＜指揮＞』で第1位を受賞[1]。当時東京芸術大学指揮科在学中
- 1980年　東京芸術大学卒業。ベルリン芸術大学に留学
- 1982年　ルパート指揮者コンクール（英国BBC主催）で特別賞を受賞。この年にベルリン放送交響楽団（現 ベルリン・ドイツ交響楽団）を指揮してデビューを果たす
- 1987年　関西フィルハーモニー管弦楽団客演指揮者に就任
- 1989年　東京芸術大学指揮科非常勤講師に就任[1]
- 1990年　広島交響楽団の音楽監督・常任指揮者に就任
- 1991年　広島交響楽団として初の欧州公演となる、ウィーンとプラハで開催された『広響国連平和コンサート』で指揮を務め、糀場富美子『広島レクイエム』を演奏する。また、この年には札響＝仙台フィル合同演奏会に於いてマーラーの『交響曲第6番「悲劇的」』を指揮
- 1993年　広島交響楽団として初の東京・大阪公演にて指揮を務める。また、この年に開催された『アジア現代音楽祭』に於いて韓国のトップ・オーケストラであるKBS交響楽団を指揮
- 1994年　『広島ホームテレビ文化賞』受賞
- 1998年　札幌交響楽団を指揮してマーラーの『交響曲第8番「千人の交響曲」』を演奏
- 2004年　4月1日付けでコジマ・コンサートマネジメントに所属[2]
- 2005年　台湾を代表するオーケストラの一つ、台北市立交響楽団の定期公演にて客演指揮
- 2006年　この年の6月27日に東京芸術大学奏楽堂で行われた『うたシリーズVI-1　シューマン・プロジェクト第7回』に、当初指揮者として出演予定だったものの6月15日に急逝した佐藤功太郎（当時東京芸術大学教授）の代役として指揮台に立ち、高い評価を得る[3][4]
- 2007年　中国本土の上海と南京に於いて上海フィルを指揮
- 2009年　中国のトップオーケストラの一つ、上海交響楽団の招聘によりブルックナー『交響曲第5番』などを指揮予定[5]
- 2014年　東邦音楽大学特任准教授に着任[6]

## 経歴
- 関西フィルハーモニー管弦楽団（客演指揮者：1987年 - 1989年）
- 広島交響楽団（音楽監督・常任指揮者：1990年 - 1994年）

上記以外にも日本国内のほぼ全てのプロ・オーケストラに数多く客演してきている。また、大規模プロジェクトでの指揮も数多い。
そして、当時広島交響楽団の音楽監督兼常任指揮者に就任していた1990年から1993年にかけては「第九ひろしま」の指揮を毎年務めていた。